# Cózar
Cózar ist ein Dorf und eine spanische Gemeinde (municipio) mit 899 Einwohnern (Stand: 2024) im Südosten der historischen Landschaft La Mancha in der Provinz Ciudad Real in der Region Kastilien-La Mancha in Zentralspanien. 

## Lage und Klima
Cózar liegt etwa 115 Kilometer südöstlich von Ciudad Real in einer Höhe von ca. 870 m. Das Klima ist meist trocken und warm; der spärliche Regen (ca. 522 mm/Jahr) fällt überwiegend in den Wintermonaten.

## Bevölkerungsentwicklung
| Jahr      | 1970 | 1981 | 1991 | 2001 | 2011 | 2021 |
| Einwohner | 2109 | 1785 | 1492 | 1256 | 1161 | 930  |

Infolge der Mechanisierung der Landwirtschaft, der Aufgabe bäuerlicher Kleinbetriebe („Höfesterben“) und der dadurch ausgelösten „Landflucht“ ist die Einwohnerzahl der Gemeinde in der zweiten Hälfte des 20. Jahrhunderts deutlich gesunken.

## Sehenswürdigkeiten
- Vinzenzkirche (Iglesia de San Vicente Martír)
- Christuskapelle

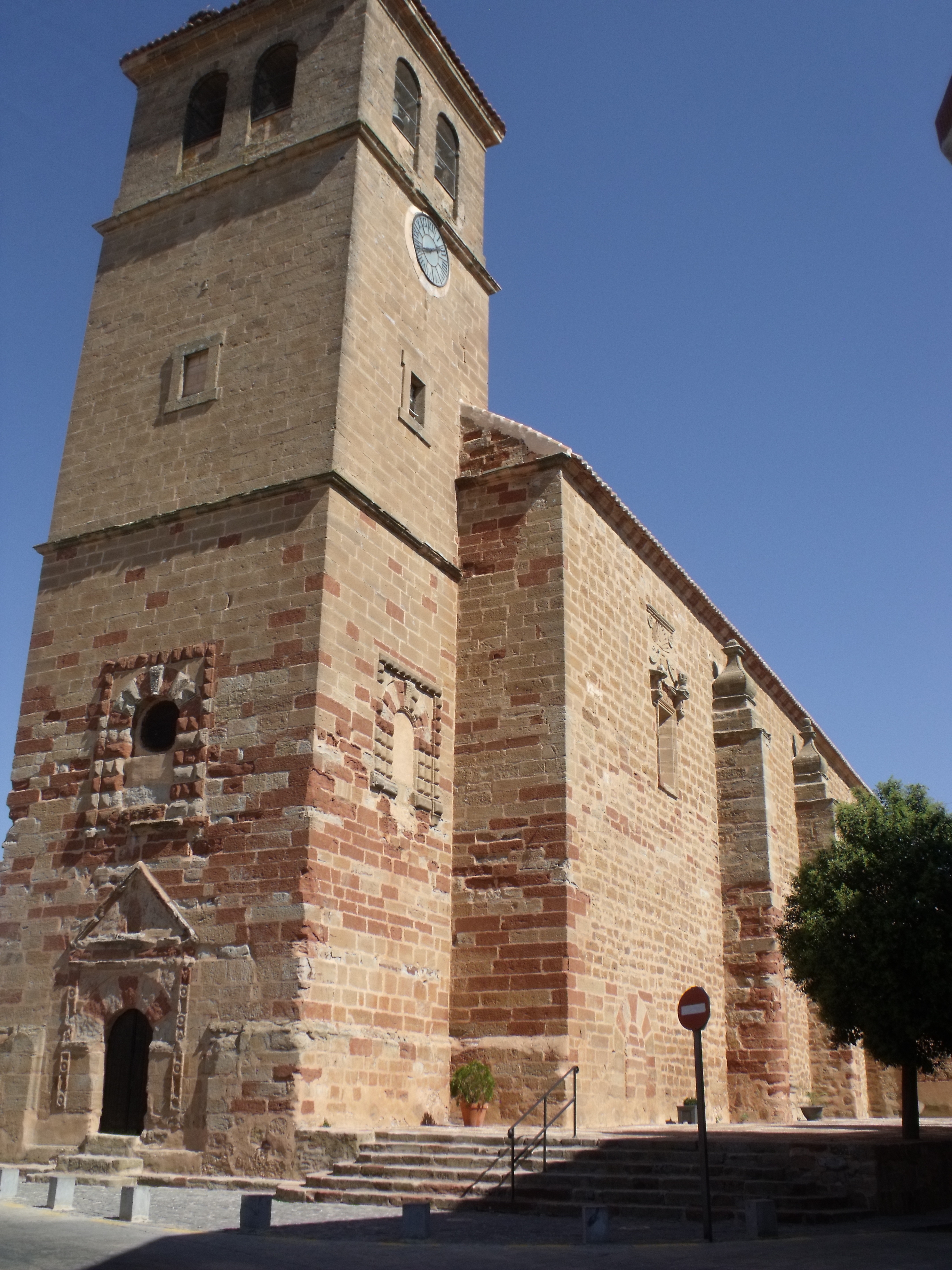
Vinzenzkirche
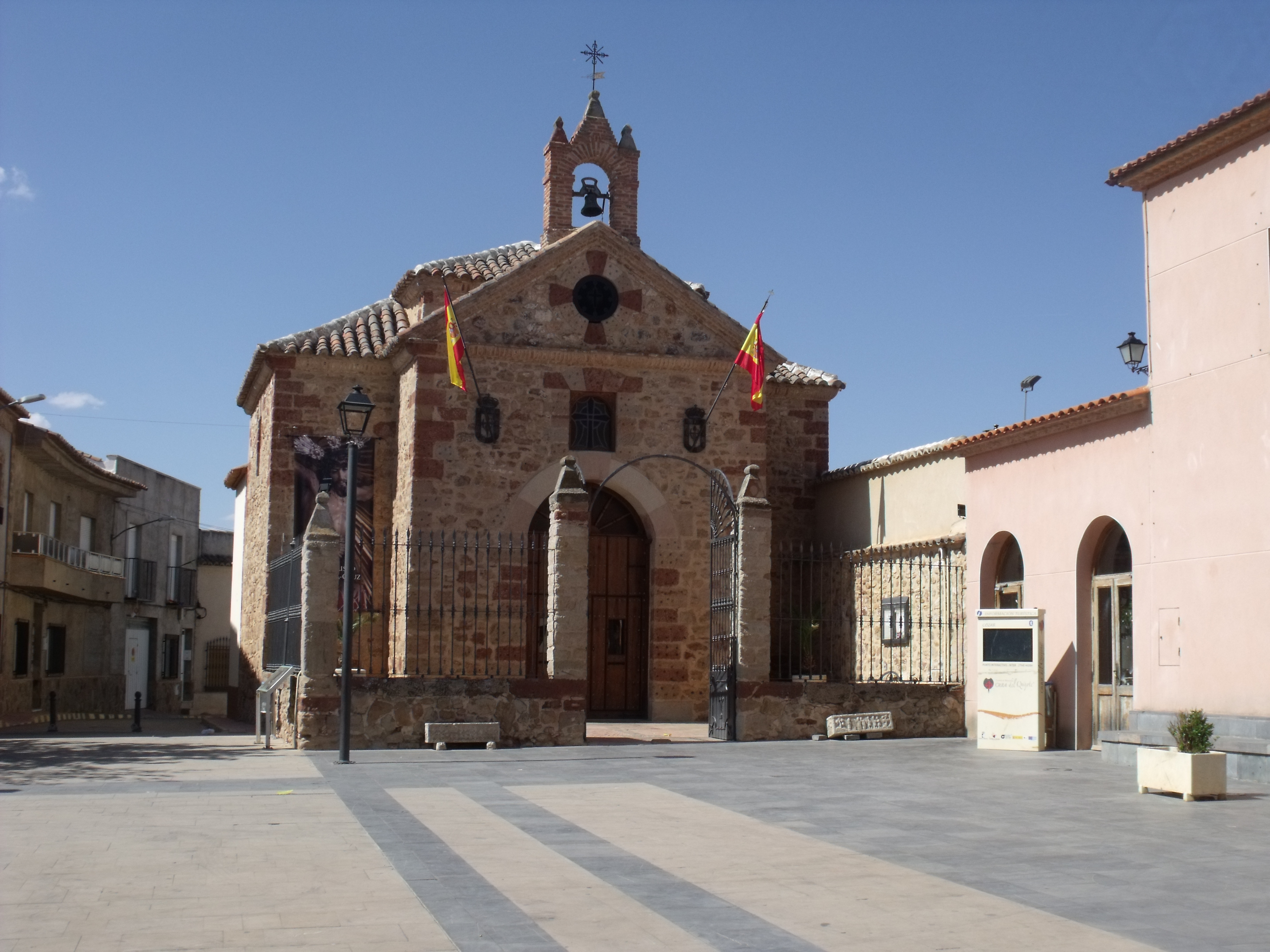
Christuskapelle
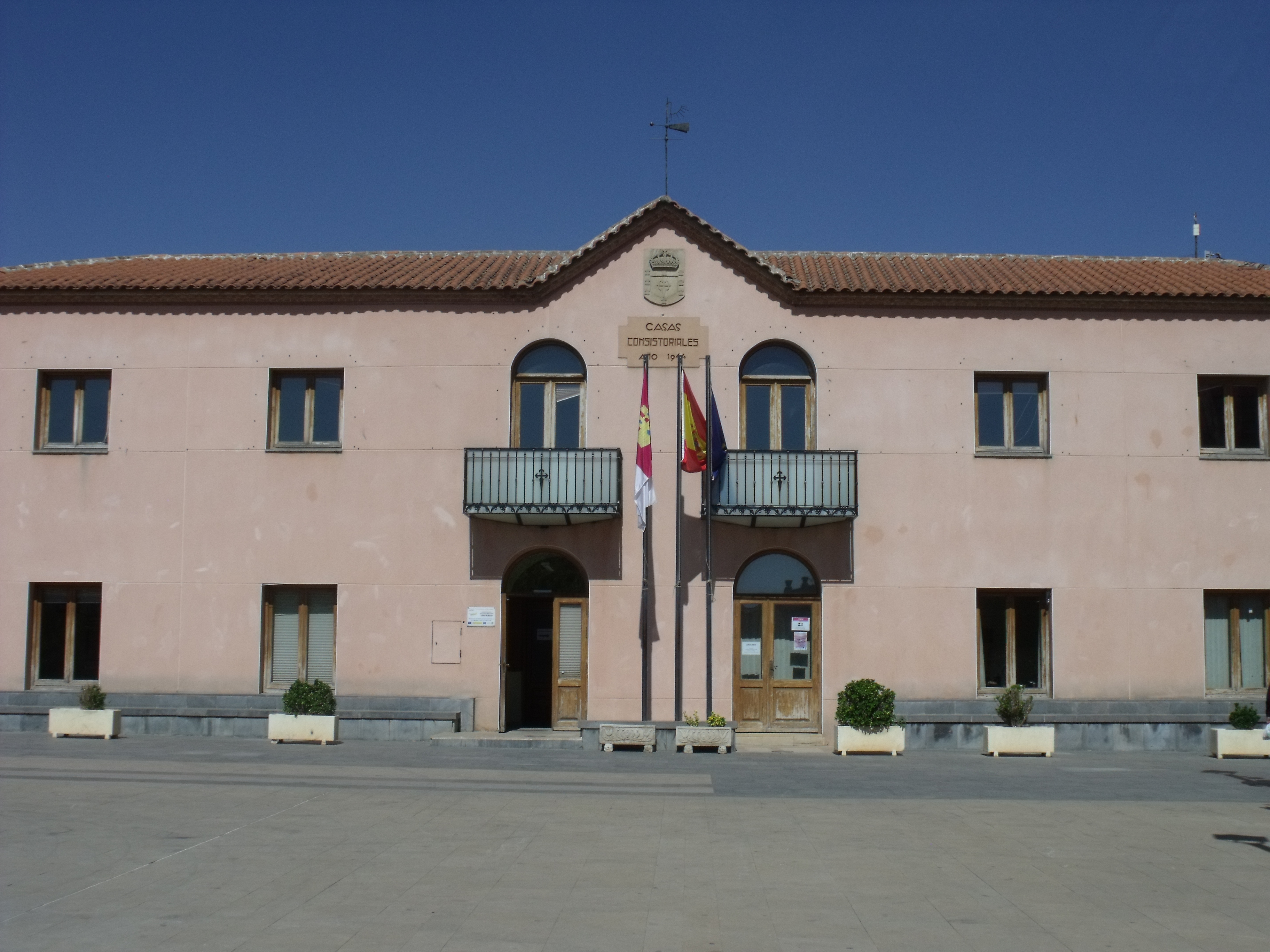
Rathaus

## Persönlichkeiten
- Felipe Yáñez de la Torre (* 1953), Radrennfahrer